# Клавес
Клавес је музички ударачки инструмент којег чине два штапића од тврдог дрвета, који производе звук тако што се удара једним о други у одређеном ритму.

## Карактеристике звука инструмента
Тај звук је, разумљиво најсличнији дрвеном добошу или кастањетама, само што му недостаје и она извесна резонанца, коју код ових инструмената даје ваздух у шупљини (вештији извођачи то донекле постижу и код клавеса, помоћу шаке).

## Употреба инструмента
Клавес су један од редовних и типичних инструмената који прате игре латиноамеричког подручја, најчешће метрички неравномерно распоређеним појединачним ударима. Изван тог оквира њихова је примена сасвим изузетна, пошто сличан, а квалитетнији звук може да се добије помоћу дрвеног добоша. 